# Crecente
Crecente (nom officien, en galicien) ou Creciente (en castillan) est une commune de la province de Pontevedra en Espagne située dans la communauté autonome de Galice.